# Castanopsis scortechinii
Castanopsis scortechinii är en bokväxtart som beskrevs av James Sykes Gamble. Castanopsis scortechinii ingår i släktet Castanopsis och familjen bokväxter. IUCN kategoriserar arten globalt som sårbar. Inga underarter finns listade.